# 太陽の季節 (村田和人のアルバム)
『太陽の季節』（たいようのきせつ）は、1989年6月14日に発売された村田和人の通算7作目のスタジオ・アルバム。発売元はEASTWORLD/東芝EMI。

## 背景
打ち込みを多用した前作から路線を変更して旧知のバンドのメンバーをレコーディングに起用し、バンド・サウンドにこだわって制作されたアルバムである。村田によれば、前作『GO POP』の発売後に何本かライブを行い、同アルバムの収録曲を中心に演奏することで、音楽的な振り幅が拡がったという。『GO POP』では他者にアレンジを委ね、打ち込みを基本に生演奏も加え、新たなサウンドの構築に成功したが、村田の中ではバンド・サウンドに回帰したいという思いも同時に生まれていた。本作は前作での反省点なども踏まえた上で、村田自身の好みであるウェストコーストサウンドを意識し、コーラスを重視したドゥービー・ブラザーズなどの音楽性を手本とし、制作が進められていった。
レコーディングは河口湖のスタジオで、同年2月ごろから開始された。選曲はまだインスト状態のものも含め20～30曲をバンドのメンバーに聴かせて、村田とメンバーの意見を出し合った中から選定された。収録曲のうち、特に初めの3曲はバンド・メンバーでというコンセプトを設け、その中から「SARA!」が「風とコロナ」とのカップリングでシングル・カットされ、先行シングルとして発売された。
初版の発売後は、2011年8月10日に収録曲のライブ・バージョン4曲をボーナス・トラックとして追加収録して再発売（紙ジャケットCD仕様）され、その後2022年10月26日にも再発売（ボーナス・トラックなし）された。

## 収録曲

### CD
| 全作曲・編曲: 村田和人。 |                               |                |            |      |
| #                        | タイトル                      | 作詞           | 作曲・編曲 | 時間 |
| 1.                       | 「134号ストーリー」           | 安藤芳彦       | 村田和人   | 4:11 |
| 2.                       | 「SARA!」                     | 安藤芳彦       | 村田和人   | 3:04 |
| 3.                       | 「Get Around The Night」      | 安藤芳彦       | 村田和人   | 4:01 |
| 4.                       | 「風とコロナ」                | サエキけんぞう | 村田和人   | 4:17 |
| 5.                       | 「Promised Girl」             | サエキけんぞう | 村田和人   | 3:56 |
| 6.                       | 「Singapore Sling」           | 安藤芳彦       | 村田和人   | 3:01 |
| 7.                       | 「リアルは夏の中」            | サエキけんぞう | 村田和人   | 4:13 |
| 8.                       | 「Marine Blue, Feel So Blue」 | 安藤芳彦       | 村田和人   | 3:53 |
| 9.                       | 「夢の遠さ」                  | 安藤芳彦       | 村田和人   | 4:23 |
| 10.                      | 「Dive Into Summer」          | サエキけんぞう | 村田和人   | 4:05 |
| 11.                      | 「夢の降る浜べ」              | サエキけんぞう | 村田和人   | 3:01 |
| 合計時間:                | 合計時間:                     | 合計時間:      | 42:17      |      |

#### 2011年版 ボーナス・トラック
| 全作曲・編曲: 村田和人。 |                                             |                |            |      |
| #                        | タイトル                                    | 作詞           | 作曲・編曲 | 時間 |
| 12.                      | 「Marine Blue, Feel So Blue」(Live Version) | 安藤芳彦       | 村田和人   | 5:48 |
| 13.                      | 「134号ストーリー」(Live Version)           | 安藤芳彦       | 村田和人   | 4:03 |
| 14.                      | 「SARA!」(Live Version)                     | 安藤芳彦       | 村田和人   | 2:54 |
| 15.                      | 「リアルは夏の中」(Live Version)            | サエキけんぞう | 村田和人   | 4:34 |
| 合計時間:                | 合計時間:                                   | 合計時間:      | 59:43      |      |

## シングル

### 概要
「SARA!」（セーラ）は、アルバム『太陽の季節』からの先行シングル。

### 収録曲
| 全作曲・編曲: 村田和人。 |                |                |            |      |
| #                        | タイトル       | 作詞           | 作曲・編曲 | 時間 |
| A.                       | 「SARA!」      | 安藤芳彦       | 村田和人   | 3:04 |
| B.                       | 「風とコロナ」 | サエキけんぞう | 村田和人   | 4:17 |
| 合計時間:                | 合計時間:      | 7:21           |            |      |

## 参加ミュージシャン
- 村田和人：Vocal, Chorus, Electric & Accoustic Guitars
- 山本圭右：Electric & Accoustic Guitar & Chorus
- 小板橋博司：Percussion & Chorus
- 湯川トーベン：Bass
- 友成好宏：Keyboards
- 向山テツ：Drums
- 嶋村隆：Keyboards
- 斎藤誠：Accoustic guitar（M-9）

## 参考資料
- 村田和人『太陽の季節』（ライナーノーツの記載より）FLY HIGH RECORDS/EMIミュージック・ジャパン、2011年8月10日。VSCD-1723。